# B-15

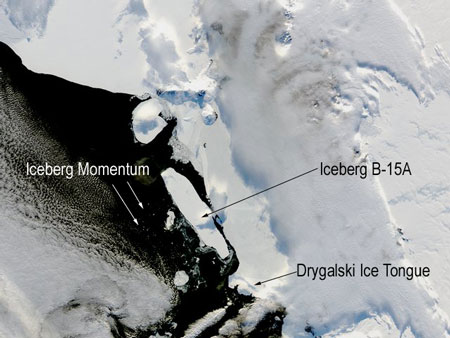
Luftbild Eisberg B-15A, Januar 2005

B-15 ist ein Eisberg, der 2000 in der Antarktis vom Ross-Schelfeis gekalbt war und 2002 in mehrere Teile zerbrach.

## Entstehung
Im März 2000 brach der Eisberg vom Ross-Schelfeis ab und trieb danach in Richtung Norden auf das Meer. Seine Fläche betrug anfangs etwa 11.600 km² (etwa die Größe von Jamaika). Durch das Kalben bekam das Ross-Schelfeis wieder die Größe von 1911, als es zum ersten Mal von Robert Falcon Scott vermessen wurde. Der Name B-15 wurde vom US-amerikanischen National Ice Center vergeben, das den Kurs aller Eisberge mit einer Länge von mehr als 10 Seemeilen (18,5 km) verfolgt. B bezeichnet dabei Eisberge im zweiten Quadranten zwischen 90 Grad und 180 Grad westlicher Länge, die dann in aufsteigender Folge nummeriert werden. B-15 ist daher der 15. im zweiten Quadranten verzeichnete große Eisberg.

## McMurdo-Sund
Der Eisberg B-15 blockierte den McMurdo-Sund, der dem Ross-Schelfeis entlang des Transantarktischen Gebirges benachbart ist, so dass der Sund aufgrund der veränderten Strömungen stärker vereiste. Die darin lebende Kolonie von Adeliepinguinen erlitt wegen der längeren Wege zum Meer einen beträchtlichen Rückgang der Population.

## Kollisionen und Teilungen

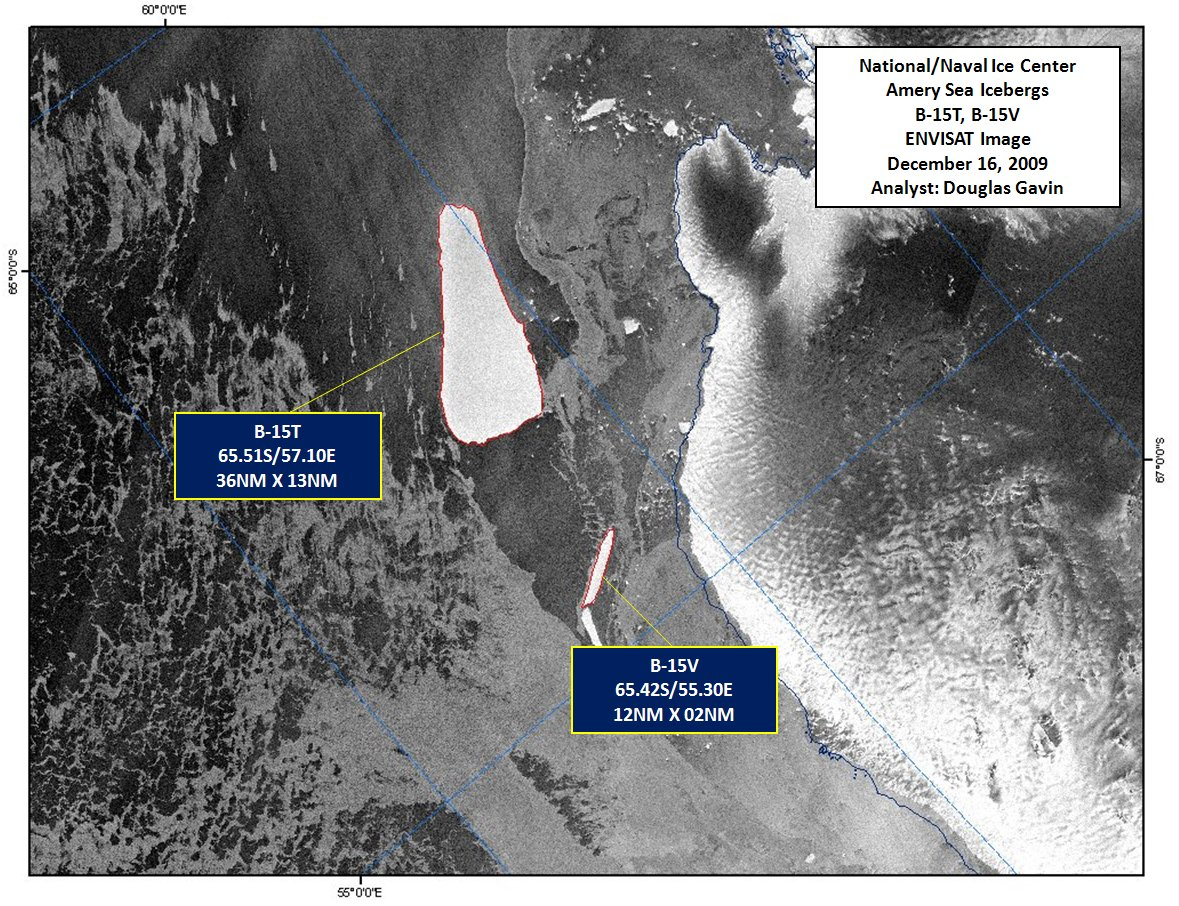
Satellitenaufnahme der Eisberge B-15T und V, Dezember 2009

Im November 2002 zerbrach der Eisberg in mehrere Teile. Das dabei entstandene Bruchstück B-15 A war anfangs mit rund 122 Kilometer Länge und etwa 27 Kilometer Breite sowie mit 3.100 km² Ausdehnung sogar um einiges größer als die Fläche von Luxemburg und somit das größte freischwimmende Objekt des Weltmeeres. Es kollidierte mit der auch in Atlanten und Landkarten verzeichneten Drygalski-Eiszunge, von der durch diesen Aufprall ein Stück abbrach, das im Bild unterhalb des Eisbergs im Meer treibend zu erkennen ist. Danach befand sich B-15A auf Kollisionskurs mit dem Aviator-Gletscher. Als B-15A am Kap Adare am Viktorialand auf Grund lief, zerbrach es am 27. und 28. Oktober 2005 in mehrere kleine Teile, von denen die größten B-15M, B-15N und B-15P genannt werden.
Der Kurs des ursprünglichen Bruchstücks wird unter anderem mit einem fest installierten GPS-Empfänger verfolgt. Auch Ende 2009 waren noch Teile des Eisbergs unterwegs.
Am 11. Februar 2010 kollidierte B-15 K mit der Schelfeiskante nahe der deutschen Forschungsstation Neumayer-Station III. Diese Kollision wurde von der Sonaranlage der Forschungsstation aufgezeichnet.

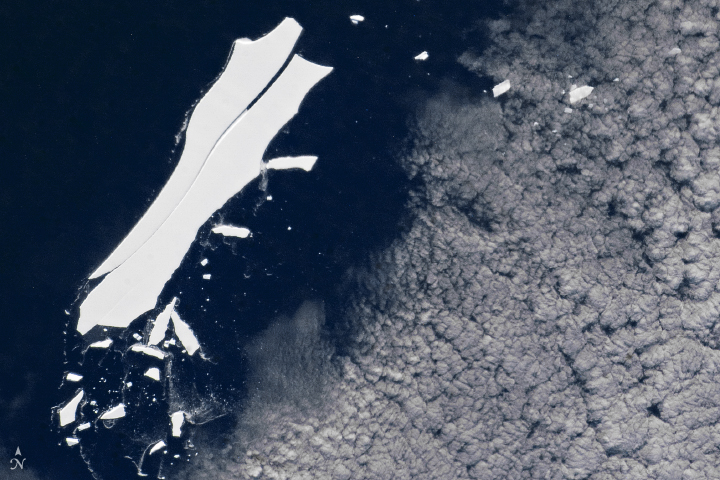
Eisberg B-15Z am 22. Mai 2018

Im Mai 2018 waren noch vier Stücke übrig, die groß genug waren, um vom National Ice Center verfolgt zu werden, wobei das Stück B-15Z eine Größe von 19 km × 9 km hatte. Es befand sich im südlichen Atlantik, etwa 280 km (150 nmi) nordwestlich der Insel Südgeorgien. Während es sich weiter nach Norden bewegte, nahm die Geschwindigkeit der Schmelze zu, die meisten Eisberge halten sich nicht lange so weit nördlich. Astronauten auf der ISS beobachteten B-15Z zu diesem Zeitpunkt und fotografierten den Riss, der sich über die gesamte Länge des Eisberges gebildet hatte.
Im Jahr 2020 waren nur noch zwei Stücke groß genug, um verfolgt zu werden. B-15AA - ein direktes Überbleibsel von B-15Z - trieb östlich von Südgeorgien im südlichen Atlantik. B-15AB hing im Meereis entlang der Küste der Antarktis südlich von Afrika. Im Jahr 2021 war B-15AB das letzte Fragment, das noch auf der Liste des National Ice Center stand und immer noch vor der Küste der Antarktis auf Grund lag.